# Assedio di Verona (541)
L'assedio di Verona fu un episodio bellico avvenuto nell'inverno del 541 durante la guerra gotica del 535-553.
L'esercito bizantino riuscì quasi a catturare l'intera città dopo averne preso il controllo della porta con l'aiuto di un traditore, ma lo scoppio di una lite tra i Bizantini riguardo alla spartizione del bottino permise agli Ostrogoti sotto Totila di sfruttare il disordine e scacciare i Bizantini.

## Contesto

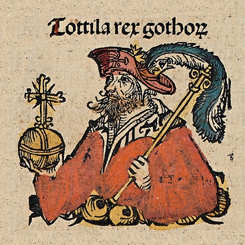
Totila, re degli ostrogoti

In seguito all'ascesa al trono ostrogoto di Totila, Giustiniano chiese ai suoi generali di continuare la conquista delle regioni ancora in mano agli Ostrogoti in Italia, che nel 541 controllavano solo un piccolo territorio centrato su Verona e Pavia. Nei mesi precedenti i Bizantini avevano già provato ad espugnare il dominio goto nelle Venezie, tentando invano sotto comando di Vitalio la presa di Treviso, difesa dallo stesso Totila. I generali bizantini Vitalio, Giovanni, Bessa e Artabaze radunarono quindi forze sparse nelle guarnigioni delle grandi città d'Italia e si raccolsero a Ravenna, presieduta già dai generali Costanziano ed Alessandro, per lanciare l'offensiva.

## Assedio
Il generale Costanziano ed il logoteta Alessandro furono a posti a capo dell'iniziativa. Costituita un'armata di 12000 uomini e comandata da 11 duci, il nerbo maggiore delle milizie greche in Italia, i Bizantini marciarono direttamente su Verona, ponendo l'accampamento ad una sessantina di stadi dalla città nella pianura che la separa da Mantova. Il loro piano era quello di espugnare Verona e recarsi in seguito a Pavia per annientare definitivamente gli Ostrogoti.
Grazie all'aiuto di un notabile della città di nome Marciano e fedele all'imperatore, i Bizantini riuscirono a corrompere una sentinella che avrebbe assicurato loro l'accesso alla città. I comandanti bizantini ritennero però conveniente che, inizialmente, solo uno di loro andasse in avanscoperta con pochi uomini: se la sentinella avesse effettivamente aperto loro le porte come promesso, questi pochi uomini le avrebbero tenute aperte in attesa dell'arrivo del resto dell'esercito. L'armeno Artabaze, già ufficiale di cavalleria presso i Sasanidi e passato al servizio dei Bizantini dopo la sua cattura durante la guerra lazica, in occasione della presa della fortezza sisauranese da parte di Belisario, si offrì per l'impresa.

L'agro veronese in età romana

Artabaze, al comando di un piccolo drappello di 100 uomini, riuscì in un primo momento a penetrare a notte fonda dentro le mura, uccidendo le incaute guardie poste sui merli. La guarnigione gota, ritenendo erroneamente che si trattasse dell'intero esercito, fuggì da Verona accampandosi su una altura dinanzi alla cinta muraria, da cui era possibile osservare gli avvenimenti all'interno di essa. Nel frattempo i generali bizantini, giunti a quaranta stadi da Verona, invece di far entrare subito il resto dell'esercito in città si attardarono a discutere sulla spartizione del bottino; per cui all'alba i Goti, guidati da Totila, accortisi dello scarso numero di nemici dentro le mura fecero ritorno per la stessa porta dalla quale erano fuggiti e la rioccuparono. L'esercito bizantino, giunto solo in mattinata a ridosso della città, si trovò di fronte alle porte chiuse e rinunciò pertanto allo scontro frontale. Rimasti isolati in città, gli uomini di Artabaze vennero perciò sopraffatti dallo scontro impari ed i superstiti furono costretti a gettarsi dalla cinta muraria per scampare al massacro; la maggior parte dei soldati, tranne alcuni fortunati, trovò la morte. Solo una piccola parte dei cento Bizantini penetrati in città riuscì a mettersi in salvo, tra cui lo stesso Artabaze.
Il condottiero armeno, sopravvissuto incolume e giunto al campo bizantino, dopo aver scagliato ingiurie ed improperi contro gli altri generali li seguì nella ritirata oltre il fiume Po verso Faenza, dove l'esercito bizantino si accampò presso i fiumi Reno e Lamone.

## Conseguenze

Incalzato dai successi di Verona e Faenza, Totila lanciò un'offensiva che lo condusse alla riconquista di gran parte della penisola (linea verde)

Dopo che la città fu catturata da Totila, i bizantini si ritirarono nella Flaminia, a centoventi stadi da Ravenna, e subirono una sconfitta decisiva nella battaglia di Faenza durante la marcia di ritorno, che inizialmente impedì ogni ulteriore avanzata in Italia.
Verona rimase una piazzaforte ostrogota per tutta la durata della guerra. Il generale bizantino Valeriano tenterà invano di espugnare la città nella primavera del 552, fallendo a causa dell'opposizione delle truppe franche giunte nel mentre a presidio delle Venezie. Verona cadrà in mano bizantina solo il 20 luglio del 561, quando l'ultima sacca di resistenza sotto il comando del nobile goto Widin fu vinta dei soldati del generale Narsete.
La presenza bizantina a Verona fu comunque effimera, cadendo sotto il dominio dei Longobardi di Alboino calati in Italia nel 568.